# José Félix da Cunha Meneses
José Félix da Cunha Meneses, primeiro e único barão do Rio Vermelho (1815 – Bahia, 23 de julho de 1870) foi um nobre brasileiro.
Era filho de Manuel Inácio da Cunha e Meneses, visconde do Rio Vermelho, e Maria Joana da Conceição Simões. Neto paterno de Manuel Inácio da Cunha e Meneses, conde de Lumiares, e Perpétua Gertrudes de Moraes Sarmento. Era irmão de Maria Inácia da Cunha Meneses, esta, casada com Inocêncio Marques de Araújo Góis, barão de Araújo Góis.
Era fidalgo cavaleiro da Casa Imperial, dignitário da Imperial Ordem da Rosa e comendador da Imperial Ordem de Cristo.
Casou-se com Joaquina Júlia Navarro de Andrade, com quem teve quatro filhos: José Félix, Joaquina, Josefa e Francisca.